# NGC 2131
NGC 2131 este o galaxie situată în constelația Iepurele. A fost descoperită în 20 ianuarie 1835 de către John Herschel.